# Rudolf Vytlačil
Rudolf Vytlačil est un joueur et entraîneur autrichien né le 9 février 1912 et mort le 1er juin 1977. Il avait également la nationalité tchécoslovaque.